# Germarostes infantulus
Germarostes infantulus är en skalbaggsart som beskrevs av Bates 1887. Germarostes infantulus ingår i släktet Germarostes och familjen Hybosoridae. Inga underarter finns listade i Catalogue of Life.